# 柳原愛子
柳原愛子（日语：／ Yanagiwara Naruko；1859年6月26日—1943年10月16日），是明治天皇的典侍，大正天皇的生母。

## 生平

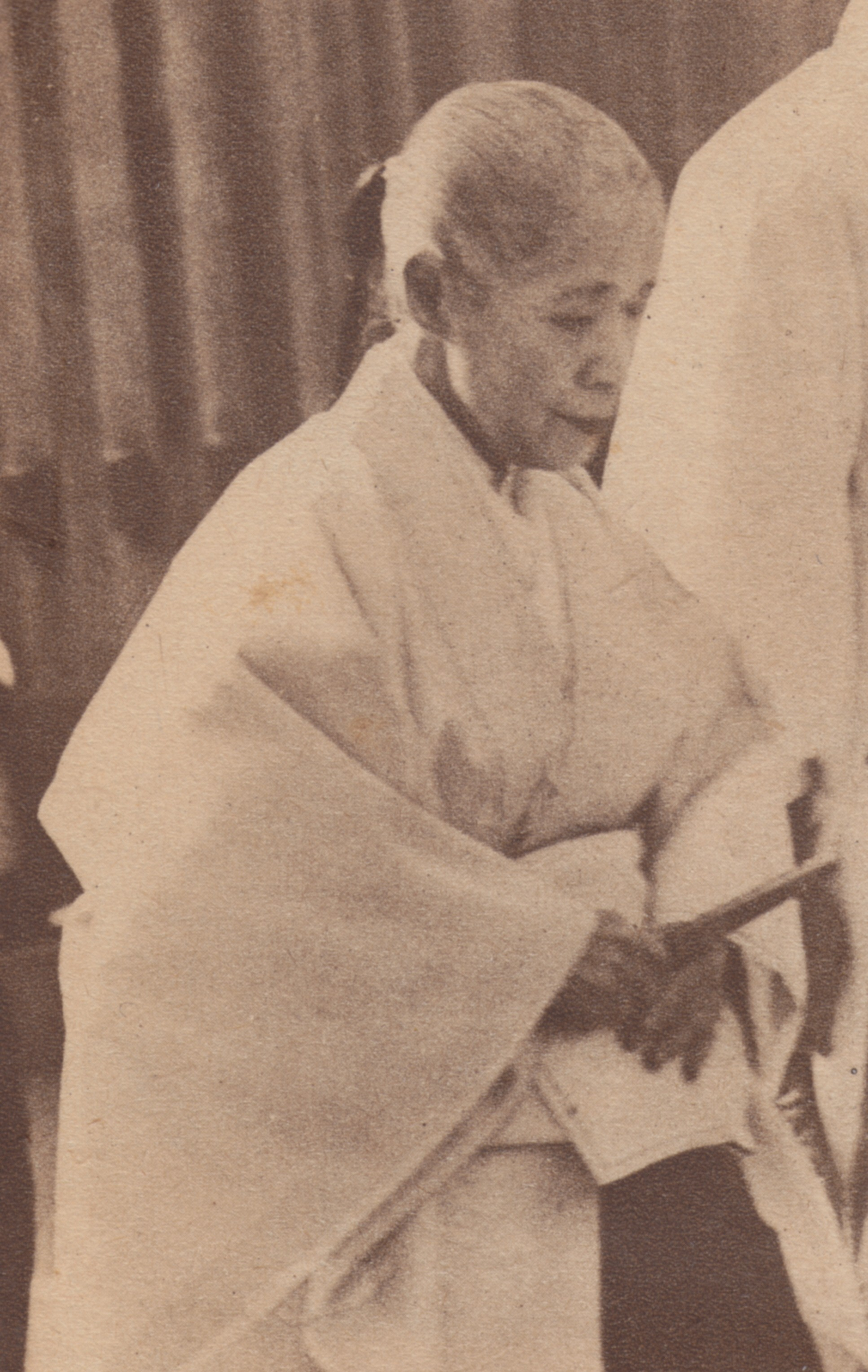
柳原二位局（1934年攝）

生前最終的位階是正二位，被稱為柳原二位局。女房名是梅之井、早蕨内侍等等。1859年誕生於柳原家，是幕末議奏、權中納言正二位柳原光愛的次女，伯爵柳原前光之妹，被稱為「筑紫之女王」的柳原白蓮為其姪女。
1870年，出仕皇太后宮小上臈，擔任掌侍，三年後（1873年）成為權典侍。身為明治天皇宮中的女官，產下第二皇女梅宮薰子內親王、第二皇子建宮敬仁親王、第三皇子明宮嘉仁親王等，而嘉仁親王成年後即位為大正天皇。1902年，成為典侍。
她所生的皇子即位後，於1913年7月成為正三位皇后宮御用掛、御內儀監督，並於1915年12月1日敘任從二位。1925年5月10日，授予她勳一等瑞寶章。1926年12月25日，其子大正天皇逝世，孫子昭和天皇即位。
柳原愛子相當長壽，在74歲時還迎接了曾孫繼宮明仁親王（現今的上皇明仁）的出世。她擅長和歌，並在宮中歌會始三度撰歌。明治天皇駕崩後，她被視為皇族成員。據說大正天皇臨終之際，貞明皇后特意安排她在枕邊向天皇道別。她於1943年10月16日薨逝，享壽84歲。葬於东京都目黑區祐天寺。死後追贈從一位，稱柳原一位局。

## 地位
柳原愛子原為明治天皇後宮女官，歷任掌侍、權典侍、典侍、皇后宮御用掛、御內儀監督等等，名義上並不屬於明治天皇正式的妃嬪；且日本皇室自大正天皇以後就開始了一夫一妻的制度，因此即便所生之子即位為大正天皇，柳原愛子除了在女官職務上的提升之外，並無獲得任何晉封與名號。相似的前例尚有明治天皇的生母中山慶子：中山慶子本身為典侍出身，亦非孝明天皇正式的妃嬪。若在明治维新以前，像柳原愛子、中山慶子這般女官出身卻誕下天皇的女性，都可以獲得女院名號，在實質上獲得無異於皇太后的国母待遇；但明治維新以後，女院制度被廢除，因此一度有回復女院制的呼聲，但最終因反對呼聲較高而作罷。

## 略歷
- 明治12年（1879年）8月31日，與明治天皇之間生下明宮嘉仁親王（大正天皇）。
- 明治34年（1901年）4月29日，孫子迪宮裕仁親王（昭和天皇）誕生。
- 昭和8年（1933年）12月23日，曾孫繼宮明仁親王（上皇明仁）誕生。